# Allosaurus jimmadseni
Allosaurus jimmadseni este o specie de dinozaur carnivor, prezentată la Muzeul de Istorie Naturală din Utah în 2020. Paleontologii au descoperit primul exemplar la începutul anilor 1990 în Monumentul Național al Dinozaurilor din nord-estul Utah. Este cea mai veche specie de  Allosaurus din registrul geologic și a trăit în vestul Americii de Nord în Jurasicul târziu (acum 157-152 milioane de ani în urmă).
Allosaurus jimmadseni putea ajunge la o lungime de 8,8 metri și greutate de 1.800 kg.